# Saint-Saturnin (Charente)
Saint-Saturnin è un comune francese di 1 358 abitanti situato nel dipartimento della Charente, nella regione della Nuova Aquitania.

## Società

### Evoluzione demografica
Abitanti censiti